# Моис Бенароя
Моше Хаим Бенарой, известен с творческия си псевдоним Моис Бенароя е български поет и литературовед от еврейски произход.

## Биография
Роден е на 31 март 1896 г. в Пловдив. През 1906 г. завършва гимназия в родния си град, а след това учи търговия във Виена и литература в Лайпциг и Берлин, където защитава и докторат. След завръщането си в България работи в магазина на баща си в Пловдив, в мебелен магазин в София и като представител на американска компания за грамофонни плочи. В началото на юни 1931 г. емигрира в Париж заедно със семейството си. Там започва търговия с платове и открива модно шапкарско ателие. По това време работи и като кореспондент на вестник „Нова камбана“ и развива интерес и към театралната режисура. Изпраща в България свои разработки върху творчеството на Иван Вазов и Пенчо Славейков. Тези текстове остават непубликувани. Интересите са му в областта на народопсихологията и въпросите на културата, обществото и нацията. През 1936 г. прекъсва литературната си дейност.
Публикува стихотворения и статии с литературна критика в списанията „Хиперион“, „Хроники“, „Българска мисъл“, еврейското списание „Макаби“, вестниците „Народ“, „Пряпорец“, „Мисъл“, „Литературен свят“, „Нова камбана“ и др. Негови близки приятели са писателите от кръга „Хиперион“ – Теодор Траянов, Иван Радославов, Вичо Иванов, Мирослав Минев и др. Автор е на първата книга за Теодор Траянов („Траянов и неговият мир“, 1926), а Траянов му посвещава стихосбирката си „Освободеният човек“ (1929).
Моис Бенароя пише серия от статии върху творчеството на световните писатели: Ернст Толер, Георг Брандес, Иван Крилов, Стефан Цвайг, Макс Нордау, Ерих Мария Ремарк, Емил Лудвиг, Шалом Аш, Роже Мартен дьо Гар, Марсел Пруст, Томас Ман, Станислав Пшибишевски, Пол Валери и др. Пише и върху българските автори: Иван Вазов, Пенчо Славейков, Пейо Яворов, Теодор Траянов, Рачо Стоянов, Иван Радославов и др. Интересува се от българската народопсихология, от изграждането и пътищата на българското самосъзнание, от съдбата на българската нация и проблемите на българската интелигенция.
Умира на 11 май 1967 г. в Париж, Франция.